# Troglohyphantes vignai
Troglohyphantes vignai là một loài nhện trong họ Linyphiidae.
Loài này thuộc chi Troglohyphantes. Troglohyphantes vignai được Paolo Marcello Brignoli miêu tả năm 1971.